# Ігор Цвитанович
Ігор Цвитанович (хорв. Igor Cvitanović, нар. 1 листопада 1970, Осієк) — колишній югославський та хорватський футболіст, що грав на позиції нападника. Футболіст року в Хорватії (1996, 1997) та один з найкращих бомбардирів в історії «Динамо» (Загреб).

## Клубна кар'єра
У дорослому футболі дебютував 1989 року виступами за «Динамо» (Загреб), в якому провів два сезони в Першій лізі Югославії, взявши участь лише у 10 матчах чемпіонату. Через це першу половину 1992 року провів на правах оренди в клубі «Вартекс», якому допоміг зайняти восьме місце в першому сезоні незалежного чемпіонату Хорватії.
Після повернення в «Динамо» (яке тоді вже мало назву «Кроація») Цвитанович став твердим гравцем основи клубу. Цього разу відіграв за столичний клуб наступні шість сезонів своєї ігрової кар'єри. Більшість часу був основним гравцем атакувальної ланки команди і одним з головних бомбардирів команди, маючи середню результативність на рівні 0,65 голу за гру першості. За цей час по три рази виборював титул чемпіона Хорватії та володаря національного кубку, а в 1996 і 1997 роках він став кращим бомбардиром чемпіонату Хорватії забивши відповідно 19 і 20 м'ячів.
У 1995 році Цвитанович підписав контракт з англійським «Мідлсбро», який заплатив за трансфер футболіста 1 млн фунтів, але угода не відбулася через те, що Департамент Праці і пенсій Великої Британії не дав хорвату дозволу на роботу. На початку 1998 року Цвитанович все ж виїхав за кордон, в іспанський «Реал Сосьєдад», але там забив у Ла Лізі лише 3 голи за півтора року, після чого повернувся в «Динамо», з яким у 2000 році вкотре виграв національний чемпіонат, а наступного року — кубок.
У 2002 році Цвитанович недовго пограв за японський «Сімідзу С-Палс».
Завершив професійну ігрову кар'єру у «Осієку», за який виступав протягом 2002—2004 років.

## Виступи за збірну
22 жовтня 1992 року дебютував в офіційних іграх у складі національної збірної Хорватії в матчі з Мексикою, а через два роки, 17 серпня 1994 року, забив свій перший і другий гол за збірну, відзначившись дублем у воротах збірної Ізраїлю в Тель-Авіві (4:0).
У складі збірної був учасником чемпіонату Європи 1996 року в Англії, але гравцем основи Цвитанович не був, провівши у кваліфікації лише одну гру, а тому на самому турнірі на поле не виходив. У 1998 році Цвитанович повинен був поїхати на чемпіонат світу, але всього за кілька тижнів до початку мундіалю він був змушений покинути ряди збірної після конфлікту з головним тренером хорватів Мирославом Блажевичем. 
Лише навесні 1999 року Цвитанович ненадовго повернувся під прапори збірної: 12 червня Цвитанович забив свій останній гол у футболці національної команди, вразивши ворота збірної Єгипту (2:2), а 19 червня провів свій останній матч, вийшовши на поле у грі з Кореєю.
Протягом кар'єри у національній команді, яка тривала 8 років, провів у формі головної команди країни 29 матчів, забивши 4 голи.

## Титули і досягнення

### Командні
- Чемпіон Хорватії (4):

«Кроація»: 1992–93, 1995–96, 1996–97, 1999–00
- Володар Кубка Хорватії (4):

«Кроація»: 1993–94, 1995–96, 1996–97, 2000–01

### Особисті
- Футболіст року в Хорватії: 1996, 1997
- Найкращий бомбардир чемпіонату Хорватії: 1995–96, 1996–97